# District historique d'Ashton
Le district historique d'Ashton – ou Ashton Historic District en anglais – est un district historique américain à Cumberland, dans le comté de Providence, dans le Rhode Island. Inscrit au Registre national des lieux historiques depuis le 1er novembre 1984, il est protégé au sein du Blackstone River Valley National Historical Park depuis la création de ce dernier en 2014.